# Club Sportif Grevenmacher
El Club Sportif Grevenmacher és un equip de futbol de Luxemburg que juga a la Lliga luxemburguesa de futbol, la lliga de futbol més important del país. Va ser fundat el 1909 en la ciutat de Grevenmacher, a l'est de Luxemburg amb el nom Stade Mosellan, fins que 10 anys més tard van canviar al nom que té actualment. Durant la Segona Guerra Mundial, l'equip va ser rebatejat com a FK Grevenmacher, per la política de [germanització, fins al seu alliberament el 1944.

## Història
- 1909: Fundació del club com l'Stade Mosellan Grevenmacher
- 1919: El club canvia el seu nom Club Sportif Grevenmacher (CS Grevenmacher)
- 1940: El club canvia el seu nom FK Grevenmacher
- 1944: El club canvia el seu nom Club Sportif Grevenmacher (CS Grevenmacher)
- 1994: 1a participació en una Copa d'Europa (C3, 1994-1995 temporada)

## Palmarès
- Lliga luxemburguesa de futbol:[2]

Campió: 2002-03
Subcampió: 1993-94, 1994-95, 1995-96, 1996-97, 1999-00, 2000-01, 2001-02
- Copa luxemburguesa de futbol:[3]

Campió: 1994-95, 2002-03, 2007-08, 2010-11
Subcampió: 1950-51, 1952-53, 1953-54, 1958-59